# 蒋廷锡
蒋廷锡（1669年—1732年）。字酉君、一字扬孙，号南沙、西谷，又号青桐居士，江苏常熟人，清朝政治人物、画家。

## 生平
康熙三十八年（1699年）己卯科舉人，康熙四十二年會試落第，詔以與何焯、汪灝一同殿試，賜二甲進士，選庶吉士，授編修。康熙四十九年修《淵鑒類函》，康熙五十年修《佩文韻府》之纂修兼校勘官，康熙五十四年（1715年）《御纂周易折中》之南書房校對，康熙五十五年（1716年）《萬壽盛典初集》之總裁官。康熙五十六年（1717年）擢內閣學士，康熙六十年（1721年）充經筵講官，康熙六十一年（1722年）任《分類錦字》之校勘官。雍正元年（1723年）遷禮部侍郎，調戶部。雍正六年（1728年）拜文華殿大學士，仍兼理戶部事。次年加太子太傅。雍正十年（1732年）卒於任內。諡文肅。

## 著作
著有《尚書地理今釋》1卷，《條奏疏稿》2卷，《青桐軒詩集》6卷，《坡山集》1卷，《片雲集》1卷，《西山爽氣集》3卷，《秋風集》1卷。
康熙六十一年（1722年），康熙帝駕崩，雍正帝下令蔣廷錫重新編校《古今圖書集成》。蔣廷錫把陳夢雷的名字塗掉，寫上自己的名字，他重編的《古今圖書集成·醫部》共收醫書520卷，採集歷代名醫著作，為中醫學類書之冠。

## 画作

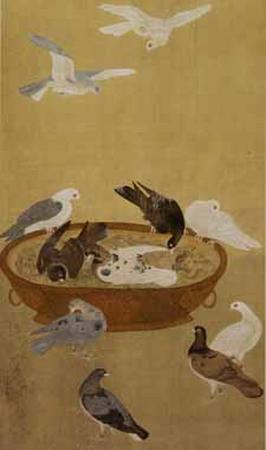
蒋廷锡作品

擅长花鸟，曾画过《塞外花卉》七十种，被视为珍宝收藏于宫廷。
- 《竹石图》轴--康熙四十年（1701年）作，藏中国美术馆；
- 《花卉图》卷--康熙四十七年（1708年）作，藏南京博物院；
- 《野菊图》--康熙四十四年（1705年）作
- 《四瑞庆登图》轴--雍正元年（1723年）作。
- 《张照肖像》--雍正四年（1726年）焦秉贞作轴，廷锡补景，藏北京故宫博物院。

## 诗集
此外，蒋廷锡也写有许多诗作，有诗集：
- 《青桐轩秋风集》
- 《片云集》

## 延伸阅读
[在维基数据编辑]
 《清史稿/卷296》
 《清史稿·卷289》，出自趙爾巽《清史稿》
 在维基共享资源阅览影像

### 引用
1. ↑  傅斯年圖書館藏《康熙六十年進士登科錄》